# Владимир Раичевић
Владимир Раичевић (Толоши, Подгорица, 5. новембар 1922 – Фуштани, 7. јануар 1944), учесник Народноослободилачке борбе и народни херој Југославије.

## Биографија
Родио се у Толошима, Подгорица 5. новембра 1922. године. Отац му је био официр у војсци Црне Горе, а затим и Краљевини Југославије. Служио је у пограничним областима, па се због тога 1929. године са породицом преселио у Пећ. Владимир је до 1941. године био гимназијалац, а тада је и приступио омладинском покрету. Члан СКОЈ−а је постао у петнаестој години, а члан КПЈ у осамнаестој. Као учесник демонстрација у Пећи 11. маја 1940. године спасио је рањеног друга Петра Радовића из руку жандарма.
На почетку рата се нашао у свом месту, али се вратио у Пећ због задатака који су га тамо чекали. Тамо је ступио у одред „Филип Стругар” где се борио као диверзант. Фашистичка полиција га је открила и ухапсила. Упркос мучењима није хтео ништа да призна. Након кратког времена побегао је, али је опет ухваћен. После мучења интерниран је у логор „Порто Комано” код Драча у Албанији. После Капитулације Италије 1943. године из логора је отишао у партизане у Прву македонско−косовску ударну бригаду. Од десетара дошао је до комесара чете и члана штаба батаљона „Боро Вукмировић”. Храброст је показивао у свим борбама које је водила ова бригада, а највише се истакао у борби на Кленовцу 1. октобра 1943. године када је рањен упао међу Немце и заробио немачког команданта. Показао се и у борбама против Бугара на Мрежичком и на Турском Риду.
У борби у Егејској Македонији у месту Фуштани у ноћи између 6. и 7. јануара 1944. године батаљон „Боро Вукмировић” напао је немачки гарнизон. У овој борби Владимир Раичевић је био тешко рањен, а затим и ухваћен од Намаца и Бугара. Након мучења 7. јануара бацили су га живог у ископану јаму и затрпали.
Указом председника ФНР Југославије Јосипа Броза Тита, 9. октобра 1953. године, проглашен је за народног хероја.